# NGC 1724
NGC 1724，又記作OCL 405，是御夫座的疏散星团，收錄於天體新總表（NGC）。
德國天文學家格奧爾格·呂姆克首先發現此天體，認為看似若干粒恆星與一團星雲相混。但是附近並無星雲，可能是呂姆克使用小孔徑反射式望遠鏡，將較暗淡的恆星誤認成星雲。